# Чернігів стародавній

Вивіска заповідника на Колегіумі

Націона́льний архітекту́рно-істори́чний запові́дник «Черні́гів старода́вній» (НАІЗ «Чернігів стародавній»)

## Історія створення
- 1946 — Чернігів був віднесений до трьох історичних міст України після Києва і Львова. Це пов'язане з тим, що в цьому, одному з найдавніших міст України до нашого часу збереглося до 50 пам'яток архітектури ХІ – XIX ст. і до 200 меморіальних пам'яток і пам'ятних місць, пов'язаних з перебуванням видатних осіб.
- 1967 — постановою Ради Міністрів УРСР від 20 лютого 1967 № 125 було створено «Чернігівський державний архітектурно-історичний заповідник» на правах філіалу Державного архітектурно-історичного заповідника «Софіївський музей».
- 1978 — постановою Ради Міністрів УРСР від 22 червня 1978 р. № 344 Чернігівський державний архітектурно-історичний заповідник перетворено в самостійну установу з філіалом у Новгороді-Сіверському.
- 1998 — Указом Президента України від 29 грудня 1998 р. № 1392/98 заповіднику надано статус національного.
- 2003 — розпорядженням Кабінету Міністрів України від 24 квітня 2003 р. № 233-р. цілісний майновий комплекс заповідника передано із спільної власності територіальних громад Чернігівської області у державну власність з віднесенням його до сфери управління Державного комітету України з будівництва та архітектури (нині — Міністерство регіонального розвитку та будівництва України).
- 2023 — Комісія Міністерства культури та інформаційної політики України підтвердила передачу державі з тривалого тимчасового користування 18 об’єктів Національного архітектурно-історичного заповідника «Чернігів стародавній», зокрема, це стародавні собори, якими користувалася Українська православна церква (московського патріархату)[1][2][3].

## Склад заповідника
Заповідник є одним із головних туристичних об'єктів Чернігівщини та України. До його складу входять 29 унікальних пам'яток архітектури та історії, шість з яких домонгольського періоду і вважаються одними з найдавніших у Східній Європі. Готуються матеріали для внесення цих пам'яток до Списку всесвітньої спадщини ЮНЕСКО. Після включення церков до архітектурно-історичного заповідника «Чернігів стародавній», частина з них продовжила діяти як музей, натомість богослужіння було перенесено до інших церков[джерело?].
У складі заповідника:
- найдавніший храм Київської Русі — Спасо-Преображенський собор (поч. ХІ ст.);
- один з найбільших у Європі курганний некрополь (ІХ – Х ст.);
- визначна пам'ятка печеробудівництва — Антонієві печери (XV – XVIII ст.);
- П'ятницька церква (кін. XII – поч. XIII ст., чинна церква);
- Троїцький собор (1679 – 1695.);
- Свято-Успенський Єлецький монастир (1060 – 1680.);
- Чернігівський колегіум (1700);
- унікальна колекція іконопису (XVII – XIX ст.)
- пам'ятки писемності і книгодрукування (XVII – XIX ст.).

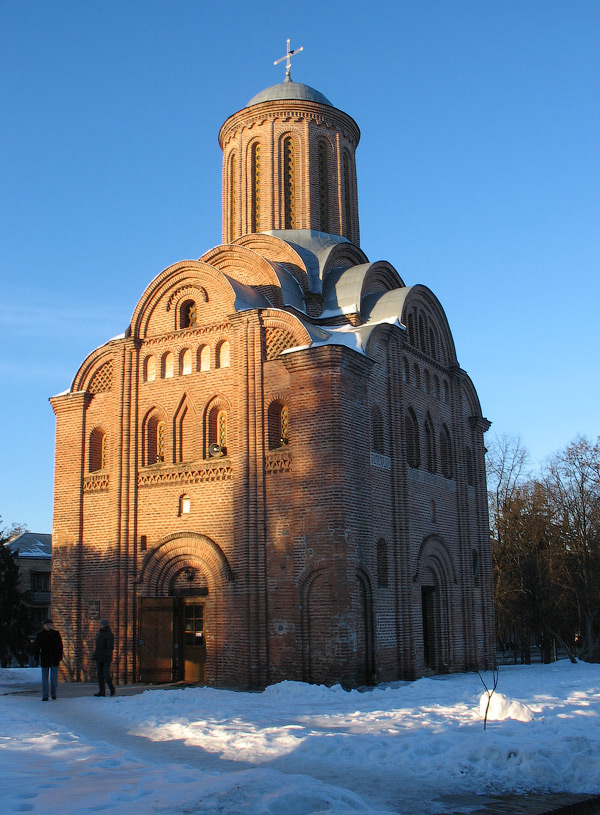
П'ятницька церква
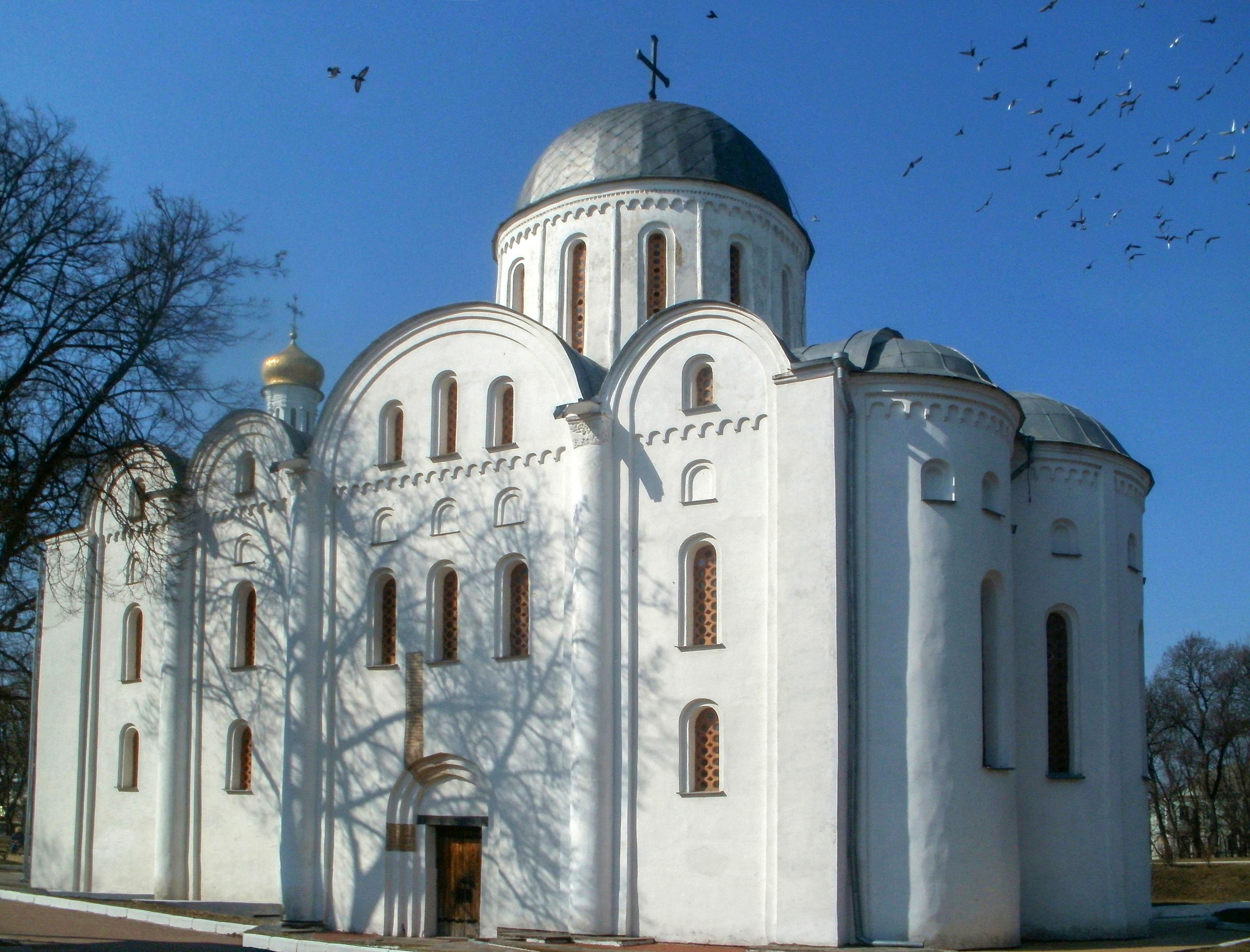
Борисоглібський собор
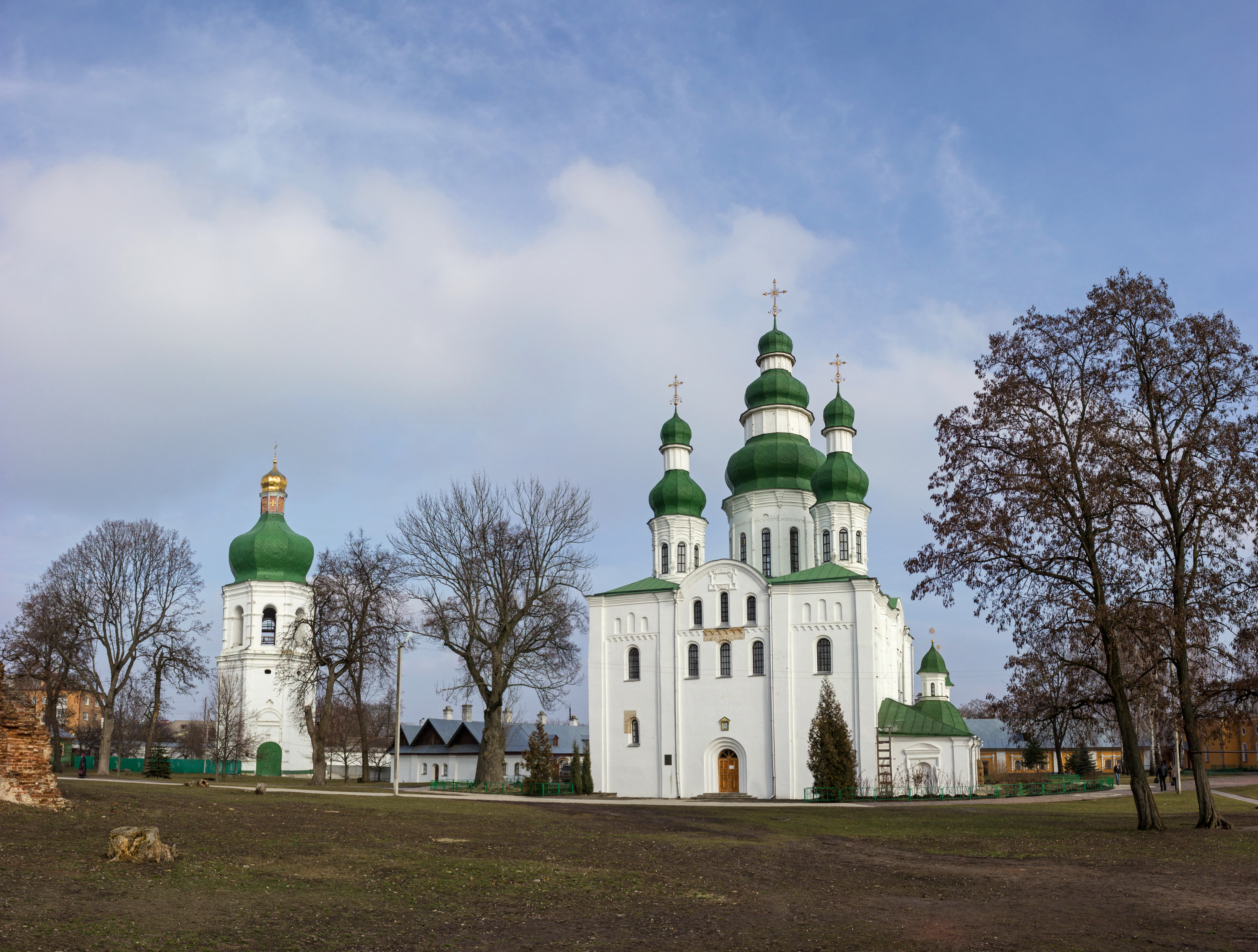
Свято-Успенський Єлецький монастир
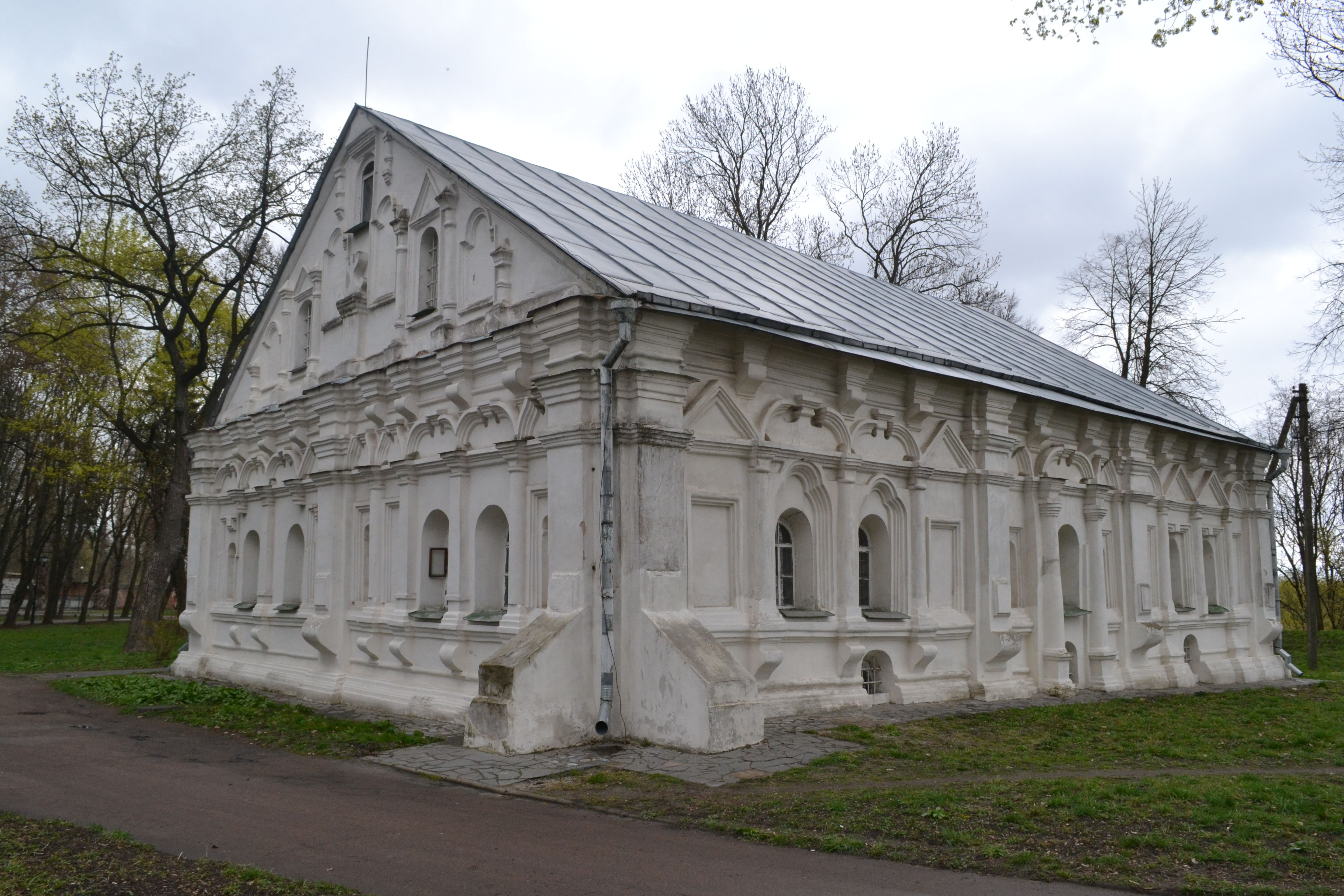
Будинок полкової канцелярії (будинок Мазепи)
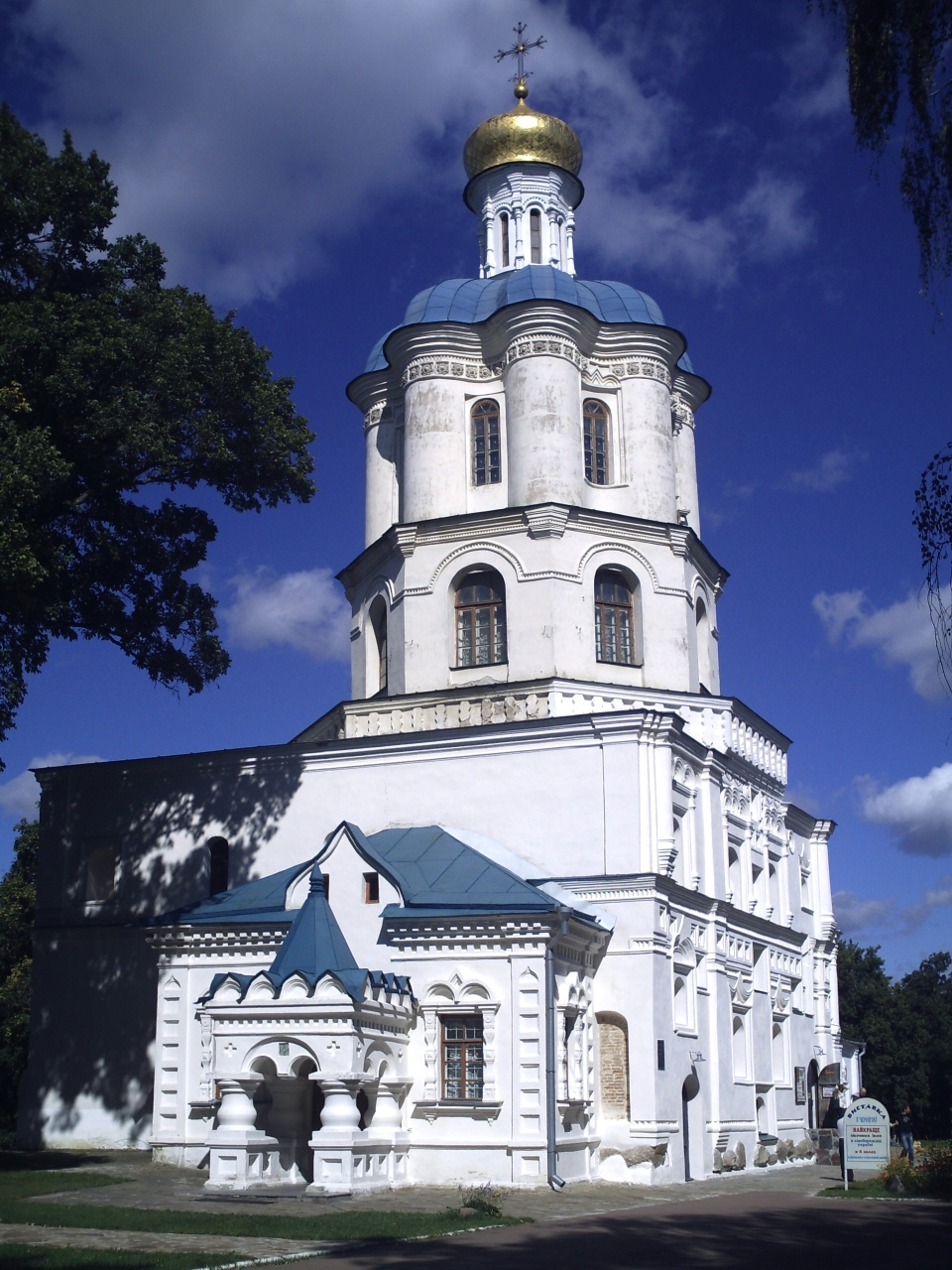
Чернігівський колегіум

Науковий та фондовий матеріал заповідника нараховує понад 70 тисяч одиниць зберігання, серед яких:
- унікальна колекція професійного, народного та старообрядницького іконопису XVIII – XIX ст. яка нараховує більше 800 ікон;
- колекція стародруків, що нараховує більше 100 книг;
- фонд фотонегативів (більше 7000);
- фонд дерев'яного різьблення, архітектурно-будівельних деталей;
- унікальна колекція таврованої цегли (до 1000 штук);
- тканини, вишивка та предмети церковного культу (більше 500 одиниць збереження);
- колекція художнього металу (до 200 одиниць збереження, в тому числі неперевершені царські врата Борисоглібського собору);
- найчисельніша колекція археології (більше 50 тис. одиниць збереження).

## Колектив
Колектив заповідника нараховує 50 осіб, з них 18 — науковці.

### Керівники
- Сарана Валерій Юрійович — генеральний директор (2003—2006).
- Соболь Юрій Олексійович — генеральний директор (2006 — квітень 2011 [4])
- Курданов Андрій Леонідович — генеральний директор (квітень 2011 — 11 квітня 2013) [5].
- Острянко Андрій Миколайович — генеральний директор (11 квітня 2013 [6] — квітень 2015[7])
- Соболь Юрій Олексійович — генеральний директор (травень 2015 [7] — лютий 2021 [8])
- Хомич Володимир Кирилович — в.о.генерального директора (26 лютого 2021 — квітень 2023 [9])
- Лісовий Андрій Миколайович — в.о.генерального директора (18 квітня 2023 [9]— 13 квітня 2024 [10])
- Реброва Наталія Борисівна (з 20.05.2024)[11]

## Діяльність заповідника

Експозиція в історичному музеї

Заповідник має унікальну колекцію староукраїнських ікон

Основні напрямки діяльності заповідника:
- охорона і реставрація пам'яток архітектури та історії;
- науково-просвітницька діяльність;
- науково-дослідна діяльність;
- облік та збереження музейних цінностей.

Щороку музеї та виставки заповідника відвідують понад 200 тисяч туристів, а за весь період його діяльності пам'ятки та експозиції заповідника відвідало понад 8 млн туристів. Чернігів входить до туристичного маршруту «Намисто Славутича».
Колективом заповідника
- організовуються наукові читання «Чернігівські старожитності»;
- підготовлено понад 450 наукових праць, видаються матеріали конференцій, книги;
- здійснено понад 45 наукових та пошукових експедицій.

Виставки
В виставкових залах заповідника проведено понад 20 виставок, зокрема:
- виставка «Біблійні сюжети в творчості видатних художників ХУІІІ-XIX ст.» із фондів Національного музею «Київська картинна галерея», в експозиції були представлені картини, гравюри, літографії, офорти таких митців, як Карл Брюлов, Ілля Рєпін, Микола Ге, Михайло Нестеров;
- виставка з фондів Національного художнього музею України «Жіночий образ в українському живописі» — художні полотна відомих українських художників XIX — поч. ХХ ст.: Тропініна, Кричевського, Пимоненка, Сошенка, Селезньова, Волокидіна;
- виставка присвячена творчості Тараса Григоровича Шевченка із фондів Національного музею Шевченка;
- виставка вишитих ікон 91-літнього отця Дмитра Блажейовського, українця за походженням, який нині мешкає в Італії;
- виставки відомих українських художників — членів Спілки художників України, зокрема, Євгена Лещенко, Івана Пилипенко, Михайла Гайового, Миколи Мудрого, Леоніда Павленко і Марини Орлової.

Двічі відбулися персональні виставки народного художника України, академіка, героя України Тетяни Яблонської (з фондів Національного художнього музею України та родинної колекції, яку надала дочка — Гаяне Атаян) та інші.
Загалом, за 40 років діяльності заповідника в ньому відбулося більше 120 тимчасових виставок і діє 10 постійних експозицій.
У 2016 проведено 18 виставок. Зокрема, експозиція ікон XVIII — поч. ХХ ст., козацької та самурайської зброї, картини Дмитра Якутовича.